# John Polkinghorne

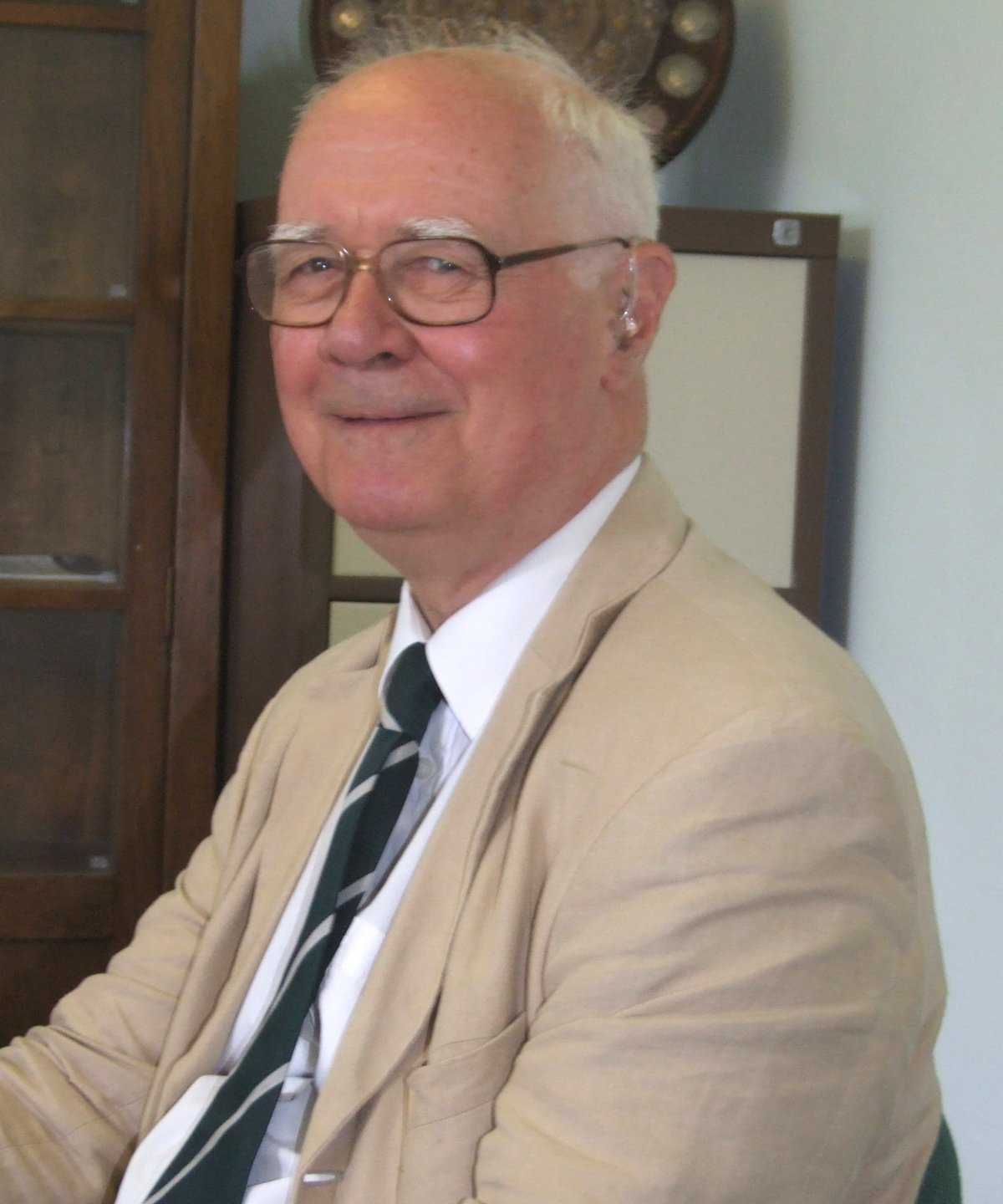
John Polkinghorne (2007)

John Charlton Polkinghorne, KBE (* 16. Oktober 1930 in Weston-super-Mare; † 9. März 2021 in Cambridge) war ein britischer theoretischer Teilchenphysiker und anglikanischer Theologe.

## Leben
Polkinghorne ging in der Nähe von Cambridge zur Schule und studierte an der Universität Cambridge, wo er 1952 Senior Wrangler in den Tripos-Prüfungen war. Er besuchte Vorlesungen in Mechanik beim Mathematiker Paul Dirac (1902–1984), 1954 wurde er Fellow des Trinity College und 1955 wurde er promoviert beim Elementarphysiker Abdus Salam (1926–1996). Im selben Jahr ging er mit einem Stipendium an das Caltech in Pasadena. 1956 war er Dozent für mathematische Physik in Edinburgh, ab 1958 Dozent für Angewandte Mathematik in Cambridge. Seit 1964 Reader und seit 1968 Professor für mathematische Physik in Cambridge, wurde er 1974 zum Fellow der Royal Society gewählt. Zwischen 1965 und 1968 besuchte Polkinghorne Princeton, Berkeley und Stanford in den USA sowie das CERN bei Genf in der Schweiz, wo er für kurze Zeit auch mitarbeitete.
Schon 1975 war er Vorleser (englisch: Licensed Reader) der Diözese von Ely. Nach der Niederlegung seiner Professur 1979 und einer theologischen Ausbildung am Westcott House in Cambridge wurde er 1982 zum Priester der Anglikanischen Kirche ordiniert. Er diente als Pfarrer in St Andrew’s in Chesterton, St Michael und All Angels in Windmill Hill bei Bristol, St Cosmas und St Damian in Blean bei Canterbury. Er war ab 1994 Canon Theologician der Kathedrale von Liverpool und ab seiner Pensionierung 1996 Six Preacher der Kathedrale von Canterbury.
1986 bis 1989 war er Fellow, Dean und Kaplan des Trinity Hall College in Cambridge und wurde Präsident des Queens’ College. 1989 wurde er Mitglied der Dogmenkommission und gleichzeitig 1988/89 Vorsitzender eines Komitees über Forschung mit Embryonen (Polkinghorne Report) und ab 2000 Mitglied der Humangenetik-Kommission der britischen Regierung. Außerdem war er Mitglied der Ethikkommission der British Medical Association. 1990 bis 2000 war er Mitglied der Generalsynode der anglikanischen Kirche. 1997 wurde er geadelt (KBE). Er wurde durch zahlreiche Publikationen zum Dialog von Naturwissenschaften und Theologie bekannt. Für sein Bemühen um die Verknüpfung von Theologie und Naturwissenschaft wurde er 2002 mit dem hochdotierten Templeton-Preis ausgezeichnet.
Polkinghorne starb am 9. März 2021 im Alter von 90 Jahren.

## Privates
Polkinghorne war seit 1955 mit der Mathematikerin Ruth Martin verheiratet, sie hatten zusammen drei Kinder.

## Forschung und Lehre
Als Physiker arbeitete Polkinghorne vor allem an theoretischen Modellen für Hochenergie-Streuprozesse, die ab Ende der 1960er Jahre und in den 1970er Jahren zu Bestätigungen des Quarkmodells und der Quantenchromodynamik geführt haben. Er hat darüber zwei Lehrbücher veröffentlicht, wovon eines ein Standardwerk für die in den 1960er Jahren sehr populäre S-Matrix-Theorie ist.
Als Theologe mit physikalischem Hintergrund beeindruckte ihn vor allem die formale mathematische Schönheit der Quantenmechanik und Relativitätstheorie, insbesondere die – in den Worten von Eugene Wigner – unerklärbare Effektivität der Mathematik in den Naturwissenschaften (englisch: unreasonable effectiveness of mathematics in the natural sciences). Er sah darin das Wirken einer höheren, ordnenden Macht. Einen weiteren Hinweis darauf sah er in den speziellen Voraussetzungen, die erfüllt sein müssen, damit überhaupt intelligentes Leben im Universum entstehen kann, was als Feinabstimmung der Naturkonstanten und als anthropisches Prinzip bezeichnet wird. Im Zeitalter der Naturwissenschaften an Gott zu glauben, bedeutete für ihn, die Gewissheit zu haben, dass hinter der Geschichte des Universums ein Gedanke und eine Absicht stehen. Dieser eine, verborgene und zugleich gegenwärtige Gott sei anbetungswürdig und Grund unserer Hoffnung.

## Schriften
Polkinghorne verfasste 5 Schriften zur Physik und 26 Bücher zum Verhältnis von Naturwissenschaft und Theologie.
Physik:
- mit Richard J. Eden, Peter Landshoff, David Olive The Analytic S-Matrix. Cambridge University Press, 1966, 2002.
- Models of High Energy Processes. Cambridge University Press, 1980.

Physik, populär:
- The particle play. Freeman, San Francisco 1979 (Hochenergiephysik).
- The quantum world. Princeton Science Library, 1984, 1986.
- Quantentheorie – eine Einführung. Stuttgart 2006, englisch Quantum theory – a very short introduction Oxford 2002.
- Beitrag zu Rochester Roundabout – the story of High Energy Physics 1989.

Theologie, erschienen oft bei SPCK, der Society for Promoting Christian Knowledge:
- Quantum physics and theology – an unexpected kinship SPCK 2007.
- Science and Creation – the search for understanding 2006.
- Exploring reality – the intertwining of Science and Religion. Yale, SPCK 2005.
- Science and the Trinity – a christian encounter with reality. Yale 2004.
- Living with Hope – a scientist looks at Advent, Christmas and Epiphany. SPCK 2003.
- The god of hope and the end of the world. SPCK 2002.
- Hrsg. (mit Robert Russell u. a.) Quantum Mechanics. Reihe Scientific Perspectives of Divine Action Bd. 5, 2002, Vatikan Observatorium.
- mit Michael Welker An den lebendigen Gott glauben. Gütersloher Verlagshaus 2005, ISBN 3-579-05187-3 (englisch: Faith in the living god – a dialogue SPCK 2001).
- Hrsg. The work of love – creation as Kenosis SPCK 2001.
- Faith, science and understanding Yale 2000.
- mit Michael Welker Hrsg. The End of the World and the Ends of God – Science and Theology on Eschatology. Trinity 2000.
- Traffic in truth – exchanges between science and theology Canterbury Press 2000.
- Gott ist das Letztgültige. Bild der Wissenschaft, Dezember 1999.
- Theologie und Naturwissenschaft. Gütersloher Verlagshaus, Gütersloh 2001, ISBN 3-579-05180-6 (englische Ausgabe Science and Theology SPCK 1998).
- An Gott glauben im Zeitalter der Naturwissenschaften. Gütersloh 2000, englisch Belief in god in an age of science. Yale 1998.
- Beyond science – the wider human context. Cambridge 1996, Cantor 1998.
- Searching for truth – Lenten meditations on Science and Faith. SPCK 1997.
- Knowledge and understanding – themes in the study of science and theology. SPCK.
- Scientists as Theologicians – a comparison of the writings of Ian Barbour, Arthur Peacocke and John Polkinghorne. SPCK, 1996.
- Quarks, Chaos and Christianity – questions to science and religion. Triangle 1994, 2006 (Einführung in sein Denken).
- Science and Christian Belief. SPCK 1994 (Gifford Lectures).
- Reason and reality. SPCK 1991.
- Science and providence – God’s interaction with the world. SPCK 1989, 2005 (Vorlesungen in Oxford).
- Science and creation – the search for understanding. SPCK 1988, 2006 (Vorlesungen in Dundee).
- One world – interaction of science and theology. SPCK 1986, 2007.
- The way the world is – a christian perspective of a scientist. Triangel 1983, 1992.
- The Faith of a Physicist: Reflections of a Bottom-Up Thinker, Princeton UP 2014